# Лунгу Владислав Валерійович
Владислав Валерійович Лунгу (норв. Vladislav Lungu; нар. 10 квітня 1977, Бричани, МРСР) — молдовський футболіст, півзахисник.

## Життєпис
Першими клубами Лунгу стали «Зімбру» й «Прогресул» (Бричани), але ні в одному з них молодий футболіст не зміг закріпитися. У сезоні 1996/97 років він перейшов в «Уніспорт-Авто», де нарешті став отримувати достатньо ігрової практики. У 1997 році Лунгу переїхав в Україну, підписавши контракт з полтавською «Ворсклою». У Полтаві він провів 13 матчів, включаючи матчі за дубль. Потім футболіст грав за клуби нижчих дивізіонів: «Прикарпаття» (Івано-Франківськ), «Чорногора» й «Адомс» (Кременчук). Проте в сезоні 2000/01 олків Лунгу підписав контракт зі словенським «Цельє», де провів найкращі роки своєї кар'єри, зіграв 99 матчів й забивши 13 м'ячів. Більшу частину матчів за збірну Молдови (всього дев'ять) він зіграв, будучи футболістом «Цельє». Сезон 2004/05 років провів у «Горіці», потім були менш успішні роки в російській «Аланії» й румунському «Васлуї». Після цього Лунгу повернувся до Словенії, де провів два сезони з «Марибором», а завершив кар'єру виступаючи за російську «Носту». Після відходу зі спорту Лунгу повернувся в «Цельє» й почав працювати скаутом клубу.